# Licania fasciculata
Licania fasciculata är en tvåhjärtbladig växtart som beskrevs av Ghillean `Iain' Tolmie Prance. Licania fasciculata ingår i släktet Licania och familjen Chrysobalanaceae. IUCN kategoriserar arten globalt som starkt hotad. Inga underarter finns listade i Catalogue of Life.